# Dämonen (Film)
Dämonen, auch Dance of the Demons 2 (Originaltitel: Dèmoni 2 – L’incubo ritorna), ist ein italienischer Horrorfilm des Regisseurs Lamberto Bava aus dem Jahr 1986 und entgegen dem deutschen Verleihtitel der zweite Teil einer kleinen Filmreihe, die 1985 mit dem irreführenden Titel Dämonen 2 begann. Produziert wurde der Film von Dario Argento, der auch am Drehbuch beteiligt war; es ist der Debütfilm von Darios damals zehnjähriger Tochter Asia.

## Handlung
Eine namentlich nicht genannte Großstadt in Deutschland in den 1980er Jahren. Eine Gruppe Jugendlicher feiert zur nächtlicher Stunde in dem modernen, mehrstöckigen Wohnkomplex „The Tower“ eine Geburtstagsparty für die missgelaunte Sally. Das Geburtstagskind ist mit seinem Äußeren unzufrieden, beschließt daher den Feierlichkeiten fernzubleiben und verschanzt sich stattdessen in einem kleinen Zimmer seiner luxuriösen Hochhauswohnung. Zeitgleich sieht Sally, wie auch andere Mieter des Apartment-Hochhauses, im Fernsehen einen Dokumentarfilm über die „Herrschaft der Dämonen“, eine Schreckenszeit, in der einst Zuschauer eines alten Berliner Kinos zu Monstern mutierten und Überlebenden in der legendären „verbotenen Zone“ nachstellten und sie terrorisierten. Die Dämonenattacke endete seinerzeit in einem brutalen Blutbad.
Als auf der Mattscheibe eine vierköpfige, unbeholfene Gruppe Abenteurer einen grausamen Dämonen zum Leben erweckt und dafür selbst mit dem Tod bestraft wird, wird eine überlieferte Prophezeiung Realität, die besagt, dass eine Verwandlung in blutrünstige Dämonen bevorstehe. Es ist der Beginn jener Herrschaft der Dämonen – des lang erwarteten Endzeitszenarios. Parallel zu den Geschehnissen auf dem Bildschirm schafft es das wiedererweckte Monstrum in die reale Welt. Sein erstes Opfer wird Sally, die sich als Infizierte, dem körperlichen Verfall ausgesetzt, ebenfalls in einen Dämon verwandelt und auf der Suche nach Beute ihre Geburtstagsgesellschaft überfällt und dezimiert. Ihre Opfer verwandeln sich innerhalb kürzester Zeit ebenfalls in blutgierige Kreaturen. Die so entstandene Dämonenschar giert nach Menschenfleisch und bedroht fortan die Bewohner und Besucher des Hochhauses.
Nach einem von den blutgierigen Wesen verursachten Stromausfall gibt es keine Fluchtmöglichkeiten mehr und eine Gruppe Überlebender ist im elektronisch abgeriegelten Gebäude gefangen. Die Eingeschlossenen versuchen verzweifelt vor der Dämonenbrut zu fliehen, müssen jedoch bald erkennen, dass das Böse allgegenwärtig ist und weder vor Tieren, Kindern noch vor Schwangeren Halt macht. Während Physik-Student Georg mit der infizierten Mary im Fahrstuhl gefangen ist und sich ihrer bald erwehren muss, kämpft seine schwangere Freundin Hannah in ihrer Wohnung gegen einen dämonisierten Knaben. In einem dritten Handlungsstrang verschanzen sich Bewohner des Hauses mit einer illustren Athletengruppe unter Leitung des dunkelhäutigen Hank in der Tiefgarage, wo es nach ständigen Angriffen der Dämonenhorden zur finalen, todbringenden Auseinandersetzung kommt.
Am Ende des Films seilt sich George mit seiner hochschwangeren Hannah – zuvor ist es ihm gelungen sich zu ihr durchzuschlagen – vom Dach des Hochhauses auf ein benachbartes Gebäude ab, in dem ein Fernsehstudio beheimatet ist. Verfolgt von der dämonisierten Sally gebiert Hannah hier ihren Sohn. Nachdem Sally ausgeschaltet ist, verlässt die kleine Familie in den frühen Morgenstunden das Gebäude und blickt zuversichtlich in eine ungewisse Zukunft.

## Hintergrund
Die Dreharbeiten zur etwa 1,5 Millionen US-Dollar budgetierten Genreproduktion fanden Mitte Mai bis Ende Juni des Jahres 1986 in Hamburg und Rom statt. Im Vergleich zum Vorläufer, der es lediglich in die Videoauswertung schaffte, kam Dämonen am 9. Juli 1987 in die deutschen Kinos. Ein knappes halbes Jahr später, am 26. Januar 1988, war Videopremiere.
Für den Soundtrack wurden in dieser Fortsetzung neben Peter Murphy und der australischen Musikgruppe Dead Can Dance vorwiegend britische New-Wave-Bands wie The Smiths, The Cult, Art of Noise verpflichtet, im Gegensatz zu den Metal-Bands des Vorgängers.
2019 veröffentlicht Rustblade Records den Soundtrack von Claudio Simonetti zusammen mit einem Comic über den Film und seine Fortsetzung Dèmoni 2 ... L'incubo kehrt zurück (immer unter der Regie von Lamberto Bava): Dèmoni - Il Regno delle Tenebre. Das Comic-Buch von Andrea Gallo Lassere und Simona Simone enthält auch eine Farbillustration der Karikaturistin Lola Airaghi. Im März 2013 wurde der Film vom Index gestrichen. Eine Neuprüfung steht noch aus.

## Veröffentlichung
Am 30. April 2012 veröffentlichte Arrow Films den Film zusammen mit dem Vorgänger „Dämonen 2“ auf Blu-ray. Als Bonus liegt der dritte Teil „Demons 3“ in Form eines Comic-Buches, gezeichnet von Stefan Hutchinson, bei. Daneben lief er mit „Dämonen 2“ auf dem Grimm Up North am 29. März 2012 in Manchester.

## Kritiken
„Um Originalität bemühter Horror-Schocker mit selbstironischen Ansätzen, der aber seine hintersinnige Grundidee an krude Schock- und Ekeleffekte verrät.“